# Charybdis philippinensis
Charybdis philippinensis is een krabbensoort uit de familie van de Portunidae. De wetenschappelijke naam van de soort werd in 1941 gepubliceerd door Melbourne Ward.